# Futebol de areia nos Jogos Sul-Americanos de Praia de 2011
As disputas do futebol de areia nos Jogos Sul-Americanos de Praia de 2011 ocorreram na cidade portuária de Manta, no Equador, sede dos Jogos. A competição, se desenrolou entre os dias 7 e 11 de dezembro de 2011, somente o torneio masculino foi realizado. Este, reuniu seleções de oito países e teve como campeão o Brasil.

## Quadro de medalhas
| Ordem | País     |   |   |   | Total |
| 1     | Brasil   | 1 |   |   | 1     |
| 2     | Paraguai |   | 1 |   | 1     |
| 3     | Equador  |   |   | 1 | 1     |
| TOTAL | TOTAL    | 1 | 1 | 1 | 3     |

## Primeira fase
A fase inicial do torneio foi disputada em dois grupos, com quatro equipes em cada. Classificaram-se para as semifinais os dois primeiros colocados de cada grupo.
Os jogos desta fase ocorreram entre os dias 7 e 9 de Dezembro.
| Grupo A | Grupo B |

| Pos. | Equipe    | Pontos |
| ---- | --------- | ------ |
| 1º   | Equador   | 6      |
| 2º   | Argentina | 6      |
| 3º   | Colômbia  | 3      |
| 4º   | Venezuela | 3      |

| Pos. | Equipe   | Pontos |
| ---- | -------- | ------ |
| 1º   | Brasil   | 9      |
| 2º   | Paraguai | 6      |
| 3º   | Uruguai  | 3      |
| 4º   | Peru     | 0      |

## Fase final
As semifinais ocorreram em um sábado, os quatro melhores times se cruzariam para determinar os finalistas, sendo que o primeiro colocado de um grupo enfrentava o segundo colocado do outro grupo.

### Semi-finais
OBS.: O horário dos jogos segue o fuso horário local: (UTC-5).
| 10 de dezembro | Brasil | 3 – 2 | Argentina | Manta, Equador |
| 16:00          |        |       |           |                |

| 10 de dezembro | Equador | 8 – 9 | Paraguai | Manta, Equador |
| 17:15          |         |       |          |                |

### Disputa pelo bronze
| 11 de dezembro | Equador | 7 – 6 | Argentina | Manta, Equador |
| 15:00          |         |       |           |                |

### Disputa pelo ouro
| 11 de dezembro | Brasil | 7 – 0 | Paraguai | Manta, Equador |
| 17:00          |        |       |          |                |